# Eirik Halvorsen
Eirik Halvorsen (15 agosto 1975) è un ex saltatore con gli sci norvegese.

## Biografia
In Coppa del Mondo esordì il 18 febbraio 1995 a Vikersund (18°) e ottenne il primo podio il 9 dicembre 1995 a Planica (3°).
In carriera prese parte a un'edizione dei Mondiali di volo, Tauplitz 1996 (8°).

## Palmarès

### Coppa del Mondo
- Miglior piazzamento in classifica generale: 14º nel 1996
- 2 podi (1 individuale, 1 a squadre):
  - 1 secondo posto (individuale)
  - 1 terzo posto (a squadre)

### Campionati norvegesi
- 2 medaglie:
- 1 oro (gara a squadre nel 1996)[1]
- 1 bronzo (trampolino normale nel 1996)[2]